# Gmina Bukowiec
Die Gmina Bukowiec ist eine Landgemeinde im Powiat Świecki der Woiwodschaft Kujawien-Pommern in Polen. Ihr Sitz ist das gleichnamige Dorf (deutsch Bukowitz, 1942–1945 Hasenmühl).

## Geschichte
Die Region gehörte politisch von 1939 bis 1945 zum Landkreis Schwetz (Westpr.) im Reichsgau Danzig-Westpreußen.
Der Hauptort erhielt 1909 Anschluss an die Eisenbahnstrecke Terespol–Vandsburg, 1994 wurde der Personenverkehr eingestellt, die Strecke stillgelegt.

## Gliederung
Zur Landgemeinde (gmina wiejska) Bukowiec gehören 13 Dörfer (deutsche Namen, amtlich bis 1945) mit einem Schulzenamt (sołectwo).
- Bramka (Bromke)
- Branica (Branitz)
- Budyń (Buddin)
- Bukowiec (Bukowitz, 1942–1945 Hasenmühl)
- Gawroniec (Gawronitz)
- Korytowo (Korritowo, 1942–1945 Korthof)
- Krupocin (Krupotschin, 1942–1945 Kraupen)
- Plewno (Pniewno, 1900–1945 Julienhof)
- Poledno (Poledno)
- Polskie Łąki (Groß Lonk)
- Przysiersk (Heinrichsdorf)
- Różanna (Roschanno, 1942–1945 Rosenberg)
- Tuszynki (Lichtenhain)

Weitere Ortschaften der Gemeinde sind Franciszkowo (Franzdorf), Jarzębieniec (Eschendorf) und Kawęcin (Kawentschin).

## Persönlichkeiten
- Wilhelm von Gluszewski-Kwilecki (1867–1954), deutscher Berufsoffizier, geboren in Bukowitz